# Wurfrahmen 40
Wurfrahmen 40 (în traducere din germană: platforma de lansare 40) a fost un lansator de rachete multiple folosit de către Germania nazistă în timpul celui de-al Doilea Război Mondial. La baza acestui vehicul stătea un semișenilat precum SdKfz 251 sau șenileta Renault UE pe care era montat un lansator de rachete. Avantajul acestei artilerii reactive era o mobilitate și o protecție sporită față de tractarea unui lansator de rachete Nebelwerfer. Vehiculul a fost poreclit Stuka zu Fuss (Stuka pedestră) și Heulende Kuh (vaca mugitoare).

## Descriere

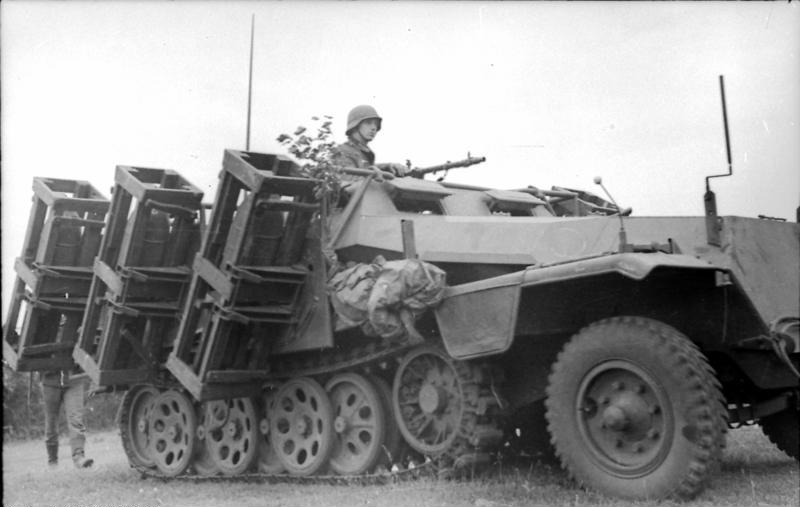
Wurfrahmen montat pe semișenilata Sd.Kfz. 251

Arma consta în mai multe cadre (rame) de lansare atașate vehiculelor în lateral sau în partea dorsală. Muniția putea fi explozivă, de calibru 280 sau 300 de mm, sau incendiară, de calibru 320 mm. Cum era cazul cu toate lansatoarele de rachete fabricate atunci, tirul era imprecis și deci trebuiau folosite în masă, efectul fiind devastator.
Cel mai adesea, lansatoarele (ramele) erau montate pe semișenilata Sd.Kfz. 251, cate trei pe fiecare parte. Pe șenileta Renault UE, fabricată și în România sub licență cu numele de Malaxa Tip UE, erau montate câte doua lansatoare pe fiecare parte sau patru dorsal. Tancul ușor Hotchkiss H35 a fost folosit de asemenea, având câte două lansatoare montate lateral. Semișenilata M3, capturată de la armata americană, avea câte două platforme de lansare poziționate în lateral.